# 1988年世界短道速滑锦标赛
1988年世界短道速滑錦標賽于1988年2月9日-1988年2月11日在美国圣路易斯舉行。世界短道速滑锦标赛由国际滑冰联盟主办，该组织还举办速度滑冰和花样滑冰世界杯和锦标赛。

## 奖牌榜
*   主办国家/地区（美国）
| 排名                     | 国家 / 地区              | 金牌 | 銀牌 | 銅牌 | 总计 |
| ------------------------ | ------------------------ | ---- | ---- | ---- | ---- |
| 1                        | 加拿大（CAN）            | 5    | 1    | 2    | 8    |
| 2                        | 荷蘭（NED）              | 4    | 5    | 2    | 11   |
| 3                        | 日本（JPN）              | 2    | 5    | 4    | 11   |
| 4                        | 義大利（ITA）            | 1    | 0    | 1    | 2    |
| 5                        | 美国（USA）*             | 0    | 1    | 0    | 1    |
| 6                        | 中國（CHN）              | 0    | 0    | 1    | 1    |
| 6                        | 英國（GBR）              | 0    | 0    | 1    | 1    |
| 6                        | （KOR）                  | 0    | 0    | 1    | 1    |
| 总计（共8个国家 / 地区） | 总计（共8个国家 / 地区） | 12   | 12   | 12   | 36   |

## 比赛结果

### 男子
| 项目       | 金牌                                                                                      | 金牌     | 银牌                                                                                   | 银牌     | 铜牌                                | 铜牌     |
| 全能       | 皮特·范·德·维尔德 · 荷蘭                                                                  | 11分     | 理查德·苏伊滕 · 荷蘭                                                                   | 10分     | 石原辰义 · 日本                     | 7分      |
| 500米      | 理查德·苏伊滕 · 荷蘭                                                                      | 46.22    | 安德鲁·加贝尔 · 美国                                                                   | 52.82    | 威尔夫·奥雷利 · 英国                | 54.02    |
| 1000米     | 皮特·范·德·维尔德 · 荷蘭                                                                  | 缺乏数据 | 川崎努 · 日本                                                                          | 缺乏数据 | 雅科·莫斯 · 荷蘭                    | 缺乏数据 |
| 1500米     | 石原辰义 · 日本                                                                           | 缺乏数据 | 皮特·范·德·维尔德 · 荷蘭                                                               | 缺乏数据 | 查尔斯·费尔德霍文 · 荷蘭            | 缺乏数据 |
| 超级3000米 | 理查德·苏伊滕 · 荷蘭                                                                      | 缺乏数据 | 皮特·范·德·维尔德 · 荷蘭                                                               | 缺乏数据 | 石原辰义 · 日本                     | 缺乏数据 |
| 5000米接力 | 義大利 · 奥拉齐奥·法戈内 · 胡戈·赫恩霍夫 · 罗伯托·佩雷蒂 · 恩里科·佩雷蒂 · Michele Rubino | 7:32.04  | 荷蘭 · 皮特·范·德·维尔德 · 雅科·莫斯 · 查尔斯·费尔德霍文 · 理查德·苏伊滕 · 杰罗恩·奥特 | 7:33.38  | · 金琪焄 · 李准镐 · 牟智洙 · 权英哲 | 7:44.56  |

### 女子
| 项目       | 金牌                                                                             | 金牌     | 银牌                                                                | 银牌     | 铜牌                                          | 铜牌     |
| 全能       | 茜尔维·戴格尔 · 加拿大                                                           | 18分     | 山田由美子 · 日本                                                   | 7分      | 狮子井英子 · 日本                             | 6分      |
| 500米      | 山田由美子 · 日本                                                                | 49.34    | 茜尔维·戴格尔 · 加拿大                                              | 50.58    | 克里斯蒂娜·肖拉 · 義大利                      | 58.09    |
| 1000米     | 茜尔维·戴格尔 · 加拿大                                                           | 缺乏数据 | 莫尼克·维泽博尔 · 荷蘭                                              | 缺乏数据 | 伊登·多纳泰利 · 加拿大                        | 缺乏数据 |
| 1500米     | 茜尔维·戴格尔 · 加拿大                                                           | 缺乏数据 | 狮子井英子 · 日本                                                   | 缺乏数据 | 伊登·多纳泰利 · 加拿大                        | 缺乏数据 |
| 超级3000米 | 茜尔维·戴格尔 · 加拿大                                                           | 缺乏数据 | 狮子井英子 · 日本                                                   | 缺乏数据 | 山田由美子 · 日本                             | 缺乏数据 |
| 3000米接力 | 加拿大 · 茜尔维·戴格尔 · 纳塔莉·朗贝尔 · 伊登·多纳泰利 · 苏珊·奥赫 · 玛丽斯·佩罗 | 4:48.42  | 日本 · 山田由美子 · 狮子井英子 · 木下真理子 · 竹内洋美 · 山田乃玞子 | 4:49.41  | 中国 · 李琰 · 张艳梅 · 李金艳 · 郑春阳 · 乔静 | 4:55.48  |

## 另请参阅
- 1988年冬季奥林匹克运动会短道速滑比赛